# رامي الحمد الله
رامي وليد كامل الحمد الله (أبو الوليد؛ وُلد في 10 أغسطس 1958 في عنبتا) أكاديمي وسياسي فلسطيني. يرأس منذ 1 أبريل 2024 لجنة الانتخابات المركزية الفلسطينية. شغل سابقًا منصب رئيس الوزراء الفلسطيني لست سنوات؛ حيث كُلف في 3 يونيو 2013 بتشكيل حكومة فلسطينية جديدة خلفًا لسلام فياض، وكُلف مرة أخرى في 29 مايو 2014 بتشكيل حكومة الوفاق الوطني الفلسطيني. استمر في منصبه في رئاسة الوزراء حتى تقديم استقالته في 29 يناير 2019.

## النشأة والتحصيل العلمي
ولد الحمد الله في 10 أغسطس 1958 في بلدة عنبتا في قضاء طولكرم.
يحمل شهادة الدكتوراه في اللغويات التطبيقية من بريطانيا  تخرج حمد الله من الجامعة الأردنية في عام 1980 وحصل على شهادة الماجستير من جامعة مانشستر عام 1982، ثم حصل على درجة الدكتوراه في اللغويات التطبيقية من جامعة لانكستر البريطانية عام 1988.

## الحياة العملية
عمل حمد الله أستاذًا في جامعة النجاح الوطنية، حيث كان يدرس اللغة الإنجليزية قبل أن يصبح رئيس الجامعة في عام 1998. وقد شغل منصب الأمين العام للجنة الإنتخابات المركزية الفلسطينية منذ عام 2002  عمل رئيسًا لمجلس إدارة سوق فلسطين للأوراق المالية لثلاث فترات كانت الأولى بين ديسمبر 2003 وحتى يناير 2006، والثانية بين أكتوبر 2008 ويونيو 2013 وكانت الأخيرة بين مايو 2022 وأغسطس 2022.

## رئاسة الوزراء

### ردود الفعل على حكومة 2013
بعد تكليف الرئيس الفلسطيني له بتشكيل الحكومة؛ جاءت ردود الفعل على نحو متباين
- إسرائيل: اعتبرته شخصاً «معتدلاً» و«براغماتياً» [10]
- حركة حماس: اعتبرت تكليف الرئيس محمود عباس له بتشكيل حكومة جديدة غير شرعي.[11]
- الولايات المتحدة: رحبت على لسان وزير خارجيتها وأملت في التعاون معه لتحقيق السلام في الشرق الأوسط.[12]

### استقالته من حكومة 2013
قدم رئيس الوزراء الفلسطيني رامي الحمد الله استقالته يوم الخميس 20 يونيو 2013 ، بعد أقل من أسبوعين على تأدية الحكومة الفلسطينية الجديدة اليمين أمام الرئيس الفلسطيني، وأوضح حمد الله بأن سبب استقالته هو التعدي على صلاحياته من قبل أعضاء في الحكومة. أُعيد تكليفه بتشكيل الحكومة مرة أخرى في 19 سبتمبر 2013 

### حكومة الوفاق الوطني
في 23 أيار 2014 التقى وفدا فتح وحماس في مخيم الشاطىء والذي عرف لاحقاً باتفاق الشاطئ ضمن محاولات عديدة لتحقيق المصالحة وإنهاء الانقسام بعد الانقسام الفلسطيني عام 2007، من بين نقاط الاتفاق كان تشكيل حكومة وطنية حيث كلف بها رسمياً الحمد الله في 29 أيار وأعلن عن تشكيلها بشكل رسمي في 2 حزيران 2014 حيث ضمت 17 وزيراً

## محاولة اغتياله
في صباح يوم الثلاثاء بتاريخ 13-3-2018م توجه رامي الحمدالله إلى غزة لافتتاح مشروع محطة لتنقية المياه هناك، وأثناء وصوله غزة قام مجهولون بتفجير الموكب الخاص به بواسطة عبوة ناسفة كبيرة كانت مزروعة في الطريق مما أدى إلى عدة إصابات في صفوف طاقم الحراسة ورجال الأمن، فيما نجا الحمدالله من الإغتيال.
ورغم التفجير، واصل الحمدالله جدول أعمال الزيارة وافتتح محطة تنقية شمال غزة، ثم عاد إلى منزله في مدينة طولكرم حيث كان في استقباله المئات من أهالي محافظة طولكرم احتفالاً بعودته سالماً واستنكاراً لما جرى.

## جوائز مستلمة

### أوسمة خارجية
- وسام نجمة إيطاليا من درجة الفارس الرفيع: في 21 يونيو 2018.[21]

## وصلات خارجية
- رامي الحمد الله على موقع الموسوعة البريطانية (الإنجليزية)
- رامي الحمد الله على موقع مونزينجر (الألمانية)